# 柳花夫人

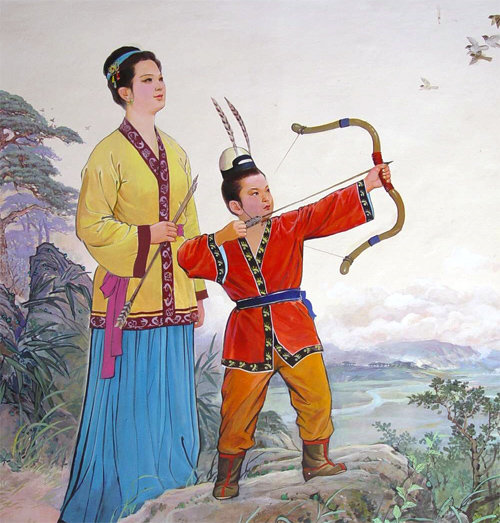
柳花夫人和年輕的朱蒙

柳花夫人（韓語：유화부인）是高句麗建國神話裡的傳説人物，相傳為東明王朱蒙的生母。
该神话人物较早出现于高丽时代的《三国史记》，為河伯的女儿，高句丽创立者高朱蒙的母亲，朱蒙之父是天帝之子解慕漱，他被扶余金蛙王收养。但因与其他王子不睦，逃离扶余国到卒本扶余，建立高句丽。《桓檀古记》记载，朱蒙的父亲是沃沮王高慕漱，解慕漱的二儿子高辰是高慕漱的爷爷，故朱蒙是扶余王孙与柳花结婚所生。
传说壬寅八年先是河伯的女儿柳花出游，被夫余王孙高慕漱之所诱强至鸭绿江畔，高慕漱本名弗离支或曰高辰之孙，与柳花同乘还宫，当年5月5日柳花夫人產一卵，有一男子破壳而出，这就是高朱蒙。但高慕漱在朱蒙出生之前就在與漢朝的战役中阵亡，后来高朱蒙被东扶余金蛙王所收养。她死後金蛙王以王后禮葬之，立廟四時享祭（朱蒙同樣也在卒本這麼做，那時是朱蒙王十四年）。

## 相关影视剧
- 《朱蒙》（주몽），主演吳娟受

## 內部連結
- 河伯 (朝鮮)
- 高朱蒙